# Santa Valha
Santa Valha es una freguesia portuguesa del concelho de Valpaços, con 26,90 km² de superficie y 551 habitantes (2001). Su densidad de población es de 20,5 hab/km². Está ubicada en el norte del país, a unos 20 kilómetros de la frontera con España.